# Последний выстрел (фильм, 1975)
«Последний выстрел» (оригинальное название: итал. La polizia accusa: il Servizio Segreto uccide) — итальянский фильм 1975 года. Криминально-политический триллер, художественно-кинематографическое отражение эпохи Свинцовых семидесятых. Режиссёр — Серджо Мартино.

## Сюжет
Действие происходит в июле 1974 года. В Риме, Милане и Болонье при загадочных обстоятельствах погибают высокопоставленные военные. Официально объявлено о самоубийствах, однако эта версия ошибочна. Зрителю продемонстрировано, что все трое погибают от рук профессиональных убийц.
Почти одновременно убит некто Кьяротти. Расследование поручается комиссару Джорджио Сольми (Люк Меренда) — добросовестному и компетентному полицейскому (по некоторым признакам — левых политических взглядов). Ему помогают заместитель Капрара (Микеле Гаммино) и инспектор Ди Лука (Джанфранко Барра). Координацию и руководство осуществляет судебный следователь Микеле Маннино (Мел Феррер).
Сольми выясняет, что в ночь убийства у Кьяротти побывала девушка по вызову. В ходе изучения записной книжки Кьяротти было установлено, что там был записан телефон хозяйки публичного дома баронессы Гримани. Сольми и Капрара направляются в публичный дом и под угрозой привлечения к уголовной ответственности заставляют баронессу Гримани назвать имя девушки, посещавшей Кьяротти, — это известная в своих кругах Джулиана Раймонди по кличке Туниска (Паола Тедеско). Становится также известно, что аферист Кьяротти промышлял шантажом, вымогая деньги у публичных лиц угрозами публикации компрометирующих материалов.
Туниску пытаются убить, но её удаётся спасти. Сольми помещает её в больницу и пытается допросить. Девушка в истерике признаётся в убийстве, но комиссар не верит в это. Ночью двое преступников расстреливают охранников и похищают Туниску.
Ей удаётся (обычными методами проститутки) усыпить бдительность одного из похитителей. Она пытается бежать, добирается до бензоколонки и звонит Сольми. Однако до приезда полиции бандиты настигают Туниску и убивают её.
Засада в доме Кьяротти ночью задерживает злоумышленника, пытавшегося похитить спрятанную там магнитофонную запись. Прослушивание не оставляет сомнений в том, что убийство Кьяротти — элемент политического заговора: некий адвокат Риенци убеждает убитого впоследствии генерала Стокки примкнуть к антиправительственному заговору и получает отказ. Но уже на следующий день запись оказывается стёртой. Судья Маннино соглашается с подозрениями Сольми и обещает полную поддержку.
Задержанный при попытке кражи записи — некто Ортолани — выдаёт себя за сотрудника секретной службы. Сольми наводит справки у капитана спецслужбы Марио Сперли (Томас Милиан), тот разоблачает самозванца. Между Сольми и Сперли устанавливается взаимопонимание и доверительные отношения.
Тем временем выясняется, что Кьяротти шантажировал жену крупного промышленника Мартинетти. Сольми беседует с госпожой Мартинетти, супругой магната, потом с ним самим. Оба подают дело так, что пытались конфиденциально урегулировать семейную ссору. Комиссар допускает, что убийца мог быть подослан по этой причине. С учётом предыдущих показаний Туниски подозрение падает на мафиози Массу (Антонио Казале) — особо опасного преступника, многократного убийцу (Туниску также убил он). Арестовать Массу удаётся с большим трудом, после драки и перестрелки. Сольми лично вступает в физическую схватку с преступником.
Сольми в жёсткой форме допрашивает Массу. Бандит признаётся, что убил Кьяротти по заказу Мартинетти. Комиссар снова посещает промышленника, но теперь тот отказывается разговаривать.
За «недостаточностью улик» из тюрьмы освобождён Ортолани. Он пытается срочно покинуть Италию (изменив внешность), но Сольми, Капрара и Ди Лука успевают его повторно задержать. Предстоит очередной, более серьёзный допрос. Но по дороге машину догоняет мотоциклист, одетый в форму дорожной полиции, и расстреливает Ортолани из пистолета. Начинается погоня, однако стрелявшему удаётся уйти на машине сообщников. При этом он произносит англоязычное жаргонное выражение sonuvabitch — «сукин сын».
Некоторое время спустя Сольми вызывают по телефону на происшествие. Он просит Ди Луку подменить себя и даёт ключи от своей машины. В комиссарском автомобиле Ди Лука погибает от взрыва. Очевидно, что Сольми пытались убить.
Многое теперь зависит от показаний Массу. Однако в тюрьме, где он находится, внезапно вспыхивает бунт заключённых. В свалке Массу убит. Видеозапись позволяет увидеть убийцу — этот мотоциклист, расстрелявший Ортолани.
Сольми обращается к своей подруге — журналистке Марии (Делия Боккардо) — с просьбой установить по фотографии личность убийцы. Мария выясняет, что это — американский агент, знакомый с убитым генералом Стокки. Выясняется его имя и отель, где он остановился в Риме. Сольми рассчитывает на помощь Сперли. На задержание американца они выезжают вместе. Сольми пытается взять его живым, однако Сперли стреляет на поражение. Таким образом, важный источник информации снова уничтожен.
В бумагах убитого обнаруживаются материалы, не допускающие двойного толкования, — список членов будущего правительства, которое должно прийти к власти после государственного переворота (в том числе адвокат Джулио Риенци), координаты горного тренировочного лагеря антиправительственных боевиков (по смыслу — неофашистов). Сольми с полицейским спецназом вылетает в горы. Завязывается ожесточённый бой, спецназ зачищает территорию, ликвидируя почти всех боевиков. Лишь одному из них удаётся бежать на внедорожнике. Сольми и Капрара бросаются в погоню. Преследуемый бросает машину, отстреливается, получает ранение. Сольми настигает его — это капитан Сперли, он же адвокат Риенци.
Сольми на вертолёте доставляет арестованного в тюрьму. Между ними завязывает спор философско-идеологического плана. Сперли-Риенци — сторонник диктатуры, прославляет «сильных личностей, ведущих за собой толпу». Сольми называет эти взгляды гитлеровскими, защищает принципы демократии, напоминает о преступлениях ультраправых.
Заговор представляется раскрытым. На следующее утро Капрара препровождает Сперли на допрос. Однако в тюремном фургоне он внезапно протягивает конвоируемому заряженный пистолет: «На перекрёстке вас примет машина. Сделано всё, чтобы облегчить вам побег». Потрясённый Сперли благодарно кивает, берёт оружие и выпрыгивает. Однако обещанная машина проносится мимо. Капрара открывает огонь и убивает Сперли. Подошедшим полицейским он говорит, что вынужден был стрелять, поскольку беглец оказался вооружён. Все концы опять обрублены.
Не знающий об этом Сольми празднует успех наедине с Марией. Когда он спускается на улицу, подъезжает машина (в салоне среди трёх силуэтов угадывается госпожа Мартинетти). Раздаются выстрелы. Комиссар Сольми убит на глазах у Марии.
Последний кадр: судья Маннино — ни о чём ещё не информированный — прибывает для допроса Сперли…

## Политический контекст
Фильм чётко отражает состояние и самоощущение итальянского общества периода Свинцовых семидесятых. Сюжетная линия готовящегося переворота — отзвук сравнительно недавнего «заговора Боргезе» и серии террористических актов. Рассуждения Сперли-Риенци отражают ультраправую идеологию заговорщиков. Налицо «тень ЦРУ» и «Гладио», неофашистские боевые группы, оперативные связи неофашистов с криминалитетом, заинтересованность крупного капитала.

Это был 1975 год, разгар эпохи свинца. Уже был «Италикус», Пьяцца делла Лоджия и Пьяцца Фонтана, мать всяческой резни. Ужесточалось противостояние добра и зла: не просто защитники закона против преступников, но демократы против врагов республики. В этом смысл диалога между Сольми и Сперли, в котором капитан-«оборотень» ссылается на Ортегу-и-Гассета.

Образ комиссара Сольми предвосхищает такие фигуры, как судья Витторио Оккорсио (убит в 1976 неофашистским террористом Пьерлуиджи Конкутелли), капитан Франческо Страулла (убит в 1981 боевиками Революционных вооружённых ячеек во главе с Франческой Мамбро), генерал Карло далла Кьеза (убит в 1982 сицилийской мафией).
Особенно характерен акцент на различные позиции итальянских силовых структур. Противостояние Сольми (поддерживаемого Маннино) и Сперли отражает реальные противоречия того периода: полиция и в особенности суды ориентировались скорее влево, тогда как спецслужбы — вправо.

## Зарубежные показы
Итальянское название фильма: La polizia accusa: il Servizio Segreto uccide — Полиция обвиняет: секретная служба убивает. Англоязычные варианты: Chopper Squad (Отряд Мясорубка) и Silent Action (Тихое действие).
В конце 1970-х годов фильм демонстрировался в СССР под названием Последний выстрел. Воспринимался в ряду иностранных политизированных боевиков и мелодрам («Жестокое лицо Нью-Йорка», «И дождь смывает все следы», «Тайна мотеля «Медовый месяц», «Площадь Сан-Бабила, 20 часов»), пользовался популярностью у кинозрителей.